# Цимбалка
Цимбалка — група курганів в Україні, на правому березі річки Білозерки біля західної околиці села Велика Білозерка Великобілозерського району Запорізької області. Найбільшими з групи є кургани Велика цимбалка та Мала Цимбалка.

## Етимологія
Єпископ Гермоген писав, що група могил названа на честь якогось багача і знахаря Михайла. Цимбалом його прозвали ще й тому, що він грав на цимбалах.

## Цимбалка та сьогодення
Сьогодні, поле з розташованими на ньому курганами повністю розоране. Задернованими залишаються Велика Цимбалка та вершина насипу Малої Цимбалки.

## Дивись також
- Велика Цимбалка
- Мала Цимбалка